# Pedro Merino
Pedro Merino Criado (* 8. Juli 1987 in Manzanares) ist ein spanischer Straßenradrennfahrer.
Pedro Merino gewann 2005 in der Juniorenklasse eine Etappe der Vuelta al Besaya. In der Saison 2008 wurde er Zweiter beim Grand Prix Jean Masse und er gewann eine Etappe sowie die Gesamtwertung beim Giro delle Valli Cuneesi nelle Alpi del Mare. Im nächsten Jahr wurde Merino von dem kanadischen Team TelTeck-H20 verpflichtet, welches jedoch aus finanziellen Gründen nie zu Stande kam. 2009 gewann er den Memorial Valenciaga und er wurde spanischer Meister im Straßenrennen der U23-Klasse. Ende des Jahres fuhr er für das UCI ProTeam Fuji-Servetto als Stagiaire und er bekam dort einen Profivertrag für die Saison 2010.

## Erfolge
2009
- Spanischer Meister – Straßenrennen (U23)

## Teams
- 2009 Fuji-Servetto (Stagiaire)
- 2010 Footon-Servetto
- 2011 Miche-Guerciotti
- 2012 Gios-Deyser Leon Kastro